# Bill Bryson
William 'Bill' McGuire Bryson, född 8 december 1951 i Des Moines, är en amerikansk författare.
Han har bland annat skrivit En kortfattad historik över nästan allting (2003) och På spaning efter William Shakespeare, en sammanfattning av de faktiska kunskaperna om Shakespeare. Bryson har också arbetat som journalist och resereporter för tidningarna The Times och The Independent. 
Bland titlar som inte översatts till svenska märks A walk in the woods (1998), Neither here nor there: travels in Europe (1999), Down under (2001) och Mother tongue (2009).